# フォークランド英語

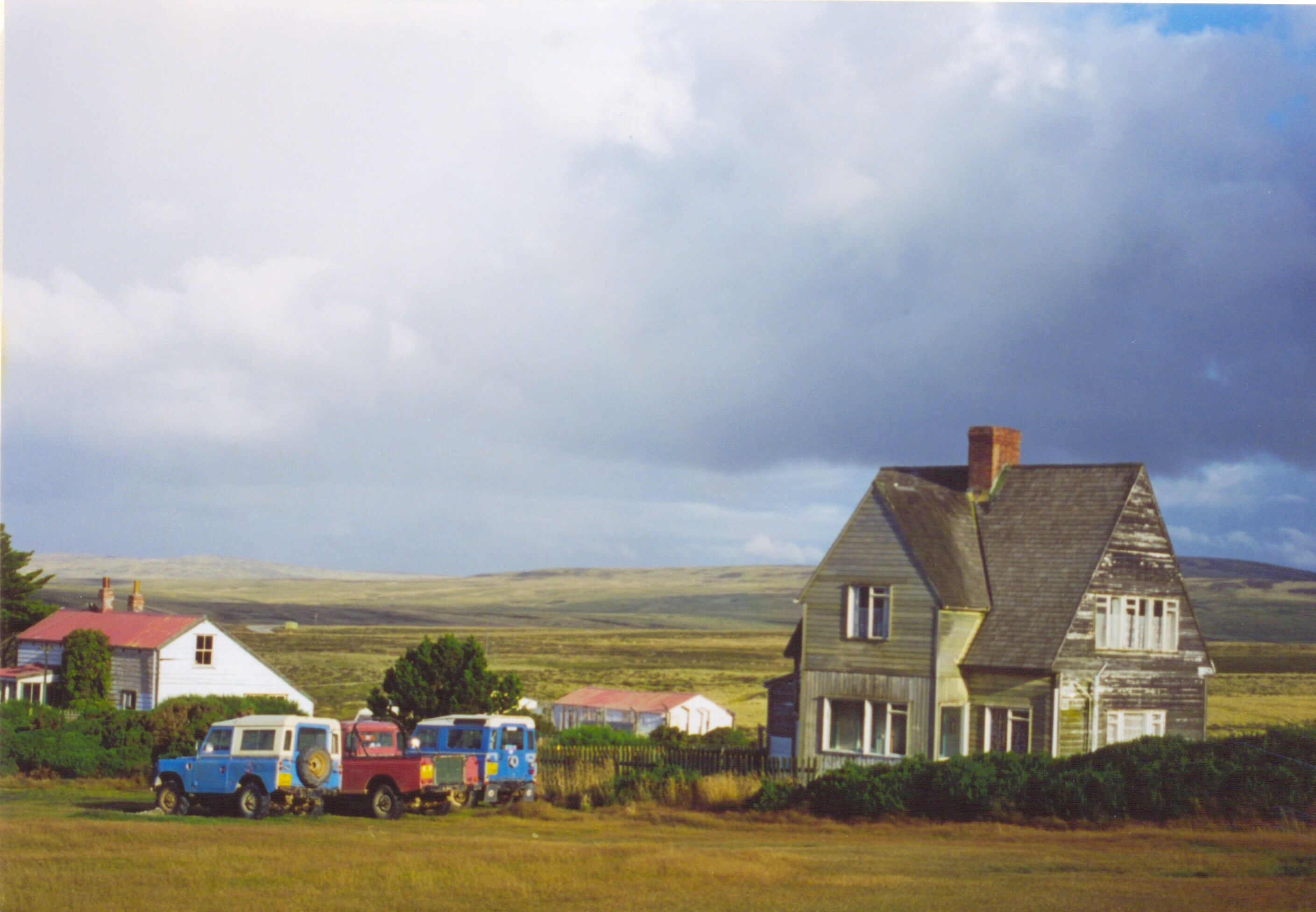
キャンプにある小集落。

フォークランド諸島の地図。

フォークランド英語（フォークランドえいご、英語: Falkland Islands English）は、イギリス英語に近い英語の方言である。しかしながら、フォークランド諸島は立地が孤立しているため、人口が少ない島民は独自のイントネーションや方言を発達させ、保持してきた。近年ではイギリスからの移民が急増しているにもかかわらず、独自のイントネーションは残っている。キャンプとして知られる（スペイン語のcampoに由来）、スタンリー以外の郊外地域においてはフォークランド方言の訛りが強くなる傾向にある。フォークランド諸島英語はオーストラリア英語、ニュージーランド英語、ウェスト・カントリー英語、ノーフォーク方言、スコットランド低地語と似ている。
フォークランド諸島の語彙で特筆に値するのはkelperとsmokoの2つがある。前者は「フォークランド諸島人」という意味であり、諸島を囲むケルプに由来する（アルゼンチンでは軽蔑的に使われることもある）。後者はオーストラリア英語とニュージーランド英語と同じく、「たばこ休憩」を意味する。
Yomp（重装備で長距離行進をすること）という語彙はフォークランド紛争中のイギリス軍に使われたが、現代では使われなくなった。
近年ではセントヘレナからの出稼ぎが多数フォークランド諸島にやってきており、彼らも独特な形の英語を使用している。

## フォークランド諸島への定住の歴史
アルゼンチン東部沖にある、約780の島嶼で構成されたフォークランド諸島は1690年にイギリスが探検にやってきたとき、先住民族が存在しなかった。定住は1833年にイギリス軍がアルゼンチン兵士26名を諸島から追い出して、諸島の領有を主張したことで始まった。1845年、東フォークランド島で首都のスタンリーが設立された。アルゼンチンも諸島の領有を主張しており、1982年に諸島に侵攻した。当時のイギリス首相マーガレット・サッチャーは諸島の住民が「イギリスの伝統と家系である」と述べ、イギリス支配を守った。3か月に満たないこの戦争で1,000人近くが殺害され、2,000人以上が負傷した。イギリスとアルゼンチンの間の領土問題は残っていたが、2013年の選挙でも住民の98%以上がイギリス領に残ることを選択していたため、諸島の住民は一般的にイギリスに帰属すると自認している。この歴史はフォークランド諸島英語の言語学上の特徴にも影響した。その特徴とは、イギリス英語と似ているが、一部の発音と語彙が異なることである。

## 発音と音韻
フォークランド諸島英語では/r/を発音しない。これは南半球における他の英語の方言でも同様である。フォークランド諸島英語と南半球における他の英語の方言の差には/ai/の中舌化（centralization）がある。例えば、niceは/nəɪs/と発音される。

## 語彙
フォークランド諸島英語の話し言葉は一部でスペイン語からの借用語がある。例えば、アルゼンチンのリオプラテンセ・スペイン語でもみられるチェ、wowまたはdamnと同義のプーチャ（poocha）といった口語体がある（スペイン語のputaと英語のwhoreの婉曲表現であるpuchaに由来する）。
フォークランド諸島英語では特に馬に関する語彙が多い。例えば、alizan、colorao、negro、blanco、gotiao、picasso、sarco、rabincanaは馬の色や見た目を指す語彙で、bosal、cabresta、bastos、cinch、conjinilla、meletas、tientas、manaresは様々な馬具を指している。
海員がつけた、より古い英語、フランス語、スペイン語由来の地名は島、岩、湾、小湾、岬を指すことが多いが、1833年以降のスペイン語からつけられた地名は内陸の場所は特徴を指すことが多い。このことは内陸で方向定位、境界画定、牛と羊の牧畜業を行う必要が出てきたことによる。例としてはRincon Grande、Ceritos、Campito、Cantera、Terra Motas、Malo River、Brasse Mar、Dos Lomas、Torcida Point、Pioja Point、Estancia、Oroqueta、Piedra Sola、Laguna Seco、Manadaなどがある。